# Demografická panika
Demografická panika je specifickou oblastí věkové ideologie, která pramení z předpokladu, že blahobyt národa, ať už je vyjádřený a měřený pokrokem, technologiemi, kulturou či bohatstvím je přímo závislý na věkovém složení populace.

## Pojem
Demografická panika je odvozena z teorie morálních studií a Cohenova pojmu morální panika. Ta je charakterizována přehnaným zveličováním závažnosti daného faktu či události a může vyústit v otřes společenských morálních hodnot. Demografická panika je tedy speciálním případem této paniky morální.

## Historie
Jev se začíná objevovat ve 20. století, kdy dochází k takzvané demografické revoluci. Plně se však začíná projevovat až začátkem sedmdesátých let a na sklonku milénia je obava o budoucnost běžným jevem. Postupně dochází k vytvoření scénáře demografické bomby a demografická panika tak stále více narůstá.

## Specifikace
Demografická panika je komplexní sociální jev pramenící ze sociálních, ekonomických i politických sfér. Souvisí s narůstajícím počtem starých lidí v populaci a s jejich obecným stárnutím. Nastává tak v případě regresivního typu věkové pyramidy, kdy největší procentuální zastoupení obyvatel mají lidé postreprodukční sféře. Tento nepříznivý model se s postupem času začíná objevovat ve většině států vyspělé části světa. Souvisí tak se současnými demografickými trendy, tedy snižující se natalitou a zvyšováním průměrné naděje dožití, která roste úměrně s životní úrovní.

### Projevy
V globálních projevech pak dochází k obavě z nevyhnutelného zbrzdění či úplného zastavení ekonomického i sociálního vývoje států a společnosti. Jedinci se strachují o své finanční zajištění ve stáří a ztrácí sociální jistoty a důvěru ve stát. Katastrofické scénáře pak předpovídají celkový kolaps systémů a nevyhnutelné vyhynutí celého lidstva.
O šíření demografické paniky se rovněž značně zasluhují média; zejména používáním šokujících titulků a textů jich podporujících. Navíc často haní mladé lidi, což demografickou paniku podporuje.

## Řešení
Ve společnosti existuje domněnka, že demografická panika nepotřebuje řešení, jelikož se jedná o úspěch pokroku a vědy související právě s vysokou životní úrovní a snižování úmrtnosti obyvatel. Jedno z navrhovaných východisek je klid a rozvaha obyvatel, které ovšem nevyřeší konkrétní ekonomické a sociální dopady. Podle gerontoložky Ivy Holmerové by demografickou paniku mohla odvrátit možnost rekvalifikace spolu s oddálením důchodové hranice a tedy i meze postprodukčního věku, což by se ovšem mohlo negativně podepsat na celkové morálce obyvatelstva.